# Lajos Werkner
Lajos Werkner (n. 23 octombrie 1883, Budapesta, Austro-Ungaria – d. 12 noiembrie 1943, Budapesta, Regatul Ungariei) a fost un scrimer maghiar, medaliat olimpic. A participat la 2 ediții ale Jocurilor Olimpice (1908, 1912) în care a câștigat o medalie de aur.